# Guy Ourisson
Guy Ourisson (* 26. März 1926 in Boulogne-Billancourt; † 3. November 2006 in Straßburg) war ein französischer Chemiker (Biochemie, Organische Chemie).
Ourisson studierte 1946 bis 1950 an der École normale supérieure und wurde 1952 an der Harvard University bei Louis Frederick Fieser promoviert (Ph. D., über Terpene). 1954 folgte das französische Doktorat an der Sorbonne bei G. Dupont. 1955 wurde er Assistenzprofessor (maître de conférences) an der Universität Straßburg und 1985 Professor. 1995 emeritierte er dort.
1971 war er einer der Gründer der Université Louis Pasteur in Straßburg und 1971 bis 1976 deren Präsident. Er war im Forum Carolus in Straßburg aktiv und war ein Gründer des Cercle Gutenberg in Straßburg. Im Jahr 1970 wurde er zum Mitglied der Leopoldina gewählt.
Er befasste sich unter anderem mit der chemischen Evolution von Biomembranen und der präbiotischen Chemie der Isoprenoide, Triterpenen wie Hopanoide in Proteobakterien, Chemotaxonomie (Bestimmung von Pflanzenarten nach dort vorkommenden chemischen Stoffen wie Terpenoiden), mit Neurochemie und Cycloartenol (ein Steroid-Vorläufer bei Pflanzen).
1981/82 war er Generaldirektor für Höhere Bildung (Universitäten) im französischen Erziehungsministerium. 1985 bis 1989 war er Präsident des Institut de chimie des substances naturelles (ICSN) des CNRS in Gif-sur-Yvette. 2001 erstellte er einen Report über die Unzufriedenheit französischer Studenten über ihre Ausbildung.
1959 gründete er die Groupe d’études de chimie organique (GECO), die Konferenzen nach dem Vorbild der Gordon Research Conferences organisierte.
Er war seit 1981 Mitglied der Académie des sciences, 1998/99 deren Vizepräsident und 2000/2001 deren Präsident. Ourisson war Ehrendoktor der ETH Zürich, erhielt den Orden des Heiligen Schatzes in Japan, war Kommandeur des Ordres des Palmes Académiques, des Ordre National du Mérite und der Ehrenlegion. Er war Mitglied der Royal Society sowie, seit 1993, der American Academy of Arts and Sciences. 1987 erhielt er den Gay-Lussac-Humboldt-Preis, 1969 erhielt er die Otto-Wallach-Plakette, 1985 den Heinrich-Wieland-Preis und 1972 den Ernest Guenther Award.
Ein Preis des Cercle Gutenberg für elsässische Wissenschaftler unter 40 Jahren ist nach ihm benannt.
Er hatte viele Schüler, darunter Jean-Marie Lehn.